# سگ‌های زرد
سگ‌های زرد (The Yellow Dogs) از گروه‌های موسیقی راک زیرزمینی در تهران بود که از سال ۲۰۰۶ شروع به فعالیت کرد و با فیلم کسی از گربه‌های ایرانی خبر نداره ساخته بهمن قبادی به شهرت رسید. این گروه از سال ۲۰۱۰ در آمریکا، در محله بروکلین نیویورک به کار هنری خود ادامه داد و در این مدت، موسیقی آن‌ها توجه منتقدان محلی نیویورک را به خود جلب کرده بود. اعضای گروه همچنین در جشنواره‌های مستقل موسیقی برنامه اجرا می‌کردند و شبکه خبری سی‌ان‌ان هم در مورد آن‌ها و موسیقی زیرزمینی ایران گزارشی تهیه کرده بود.

## شروع فعالیت
گروه «The Yellow Dogs» سال ۱۳۸۵ در تهران تشکیل شد، آن‌ها پس از تعدادی اجرا در کشور ترکیه، در سال ۲۰۱۱ به آمریکا مهاجرت کردند و در آنجا به فعالیت‌های خود در شهر نیویورک ادامه دادند.

## اعضا
- آرش فرازمند (نوازندهٔ ساز درامز)
- سروش فرازمند (نوازندهٔ گیتار)
- سیاوش کرم پور (خواننده، نوازندهٔ گیتار)
- کوری میرزایی (نوازندهٔ گیتار باس)

## کشته شدن اعضای گروه
۲ تن از اعضای این گروه و یکی از دوستان موزیسین‌شان (علی اسکندریان) در تاریخ ۱۱ نوامبر ۲۰۱۳ در پی تیراندازی علی‌اکبر محمدی رفیع از اعضای پیشین گروه موسیقی راک «فری کیز» با یک مسلسل کالیبر ۳۰۸ در بروکلین نیویورک کشته شدند، قاتل نیز بعد از شلیک خودکشی کرد.
در این تیراندازی، سروش فرازمند ۲۷ ساله، آرش فرازمند ۲۸ ساله به همراه علی اسکندریان ۳۵ ساله کشته شدند. ساسان صادق‌پور اسکو که آن زمان ۲۲ سال داشت، در این تیراندازی از دو ناحیه در دستش آسیب دید، سیاوش کرم‌پور و کوری میرزایی از اعضای دیگر گروه هنگام تیراندازی حضور نداشته‌اند و از این رو جان سالم به در بردند

## جزئیات پس از حادثه

### مصاحبه با والدین آرش و سروش
پدر و مادر دو جوان ایرانی، فرزانه شبانی و مجید فرازمند (روزنامه‌نویس و والدین دو مقتول)، که در جنایتی هولناک در نیویورک کشته شدند در گفتگو با شرق (روزنامه) جزئیات بیشتری از این کشتار را شرح دادند:
یک‌نفر تنها نمی‌توانست این کار را بکند. اسلحه علی‌اکبر هم مسلسل کالیبر ۳۰۸ بوده که اسلحه نیمه‌نظامی است و پلیس آنجا هم گفته این اسلحه خیلی گران است و مجوز خریدوفروش ندارد. علی‌اکبر پول خرید چنین سلاحی را نداشته.

### مصاحبه با خواهر علی اکبر رفیع
خواهر علی‌اکبر متهم پرونده «سگ‌های زرد» در گفتگو با شرق (روزنامه) گفت:
قتل‌ها را علی‌اکبر انجام نداده است. محال است او قاتل باشد. او خودکشی نکرده. مرگش مشکوک است. یک ماجرا را به شکل‌های مختلف تعریف کرده‌اند. حتی حرف‌های پلیس هم ضد و نقیض است. علی‌اکبر به ما گفته بود اگر گفتند او خودکشی کرده‌است باور نکنیم. گفته بود زندگی را دوست دارد و هرگز خودکشی نمی‌کند. اطرافیان قاتل از حرف‌های هذیان‌مانند او دربارهٔ صحبت کردن با دستگاه‌های بی‌جان در روزهای پیش از حادثه خبر دادند.

## بررسی خاکسپاری اعضای گروه در قطعه هنرمندان
کمیسیون فرهنگی مجلس شورای اسلامی ایران دفن اعضای مقتول گروه موسیقی یلو داگز (سگ‌های زرد) در قطعه هنرمندان بهشت زهرا در تهران را بررسی کرد. در این نشست علی مرادخانی، معاون هنری وزارت فرهنگ و ارشاد اسلامی دلایل دفن این گروه در قطعه هنرمندان را تشریح کرد.
پس از انتقال پیکر برادران فرازمند به تهران، گفته شد بخشی از هزینه آن توسط گردآوری پول و نهادی خیریه در ایران تأمین شده‌است موضوعی که باعث سوءتفاهم دربارهٔ هویت بنیاد خیریه شده بود و منتقدان صدور مجوز برای دفن برادران فرازمند گفته بودند، که وزارت ارشاد هزینه انتقال اجساد از آمریکا به تهران را تأمین کرده‌است. اما مرادخانی این ادعا را رد کرد و این گونه ذکر شد که نهاد خیریه‌ای از کشور ایالات متحده برای عودت پیکر این هنرمندان پیش‌قدم شده‌است.

## نمایش از زیر زمین تا پشت بام
در سال ۱۳۹۵، نمایشی با نام «از زیر زمین تا پشت بام» به نویسندگی مهین صدری و کارگردانی افسانه ماهیان، بر اساس داستان زندگی و مرگ اعضای این گروه موسیقی ساخته و اجرا شد. این نمایش که بر اساس روایت‌های دوستان نزدیک قربانیان این حادثه نوشته شده است؛ پس از اجرا در ایران و جشنوارهٔ فجر، در کشورهای دیگر مانند یونان به روی صحنه رفت.